# La Freissinouse
La Freissinouse – miejscowość i gmina we Francji, w regionie Prowansja-Alpy-Lazurowe Wybrzeże, w departamencie Alpy Wysokie.

## Demografia
Według danych na rok 1990 gminę zamieszkiwało 365 osób, a gęstość zaludnienia wynosiła 44 osoby/km². W styczniu 2015 r. La Freissinouse zamieszkiwało 661 osób, przy gęstości zaludnienia wynoszącej 79,4 osób/km².